# Popular Song
"Popular Song" is een nummer van de Libanees-Britse artiest Mika. Het nummer werd uitgebracht als de tweede single van zijn derde studioalbum, The Origin of Love, op 16 april 2013. De Amerikaanse zangeres Ariana Grande zingt mee in het nummer. Ook staat de single op haar debuutalbum, Yours Truly. Het nummer is geschreven door Mika, Priscilla Renea, Mathieu Jomphe en Stephen Schwartz en geproduceerd door Mika en Greg Wells. De radioversie met Ariana Grande werd geproduceerd door Jason Nevins.
Het nummer is een bijgewerkte cover van de originele versie, gebaseerd op het nummer "Popular" uit de musical Wicked. De albumversie van het nummer bevat vocalen van Priscilla Renea en bevat volwassen thema's. In de tweede versie is Renea vervangen door Ariana Grande, is de volwassen taal verwijderd en het tempo gewijzigd om een versie te creëren die sterk aansluit op Mika's eerdere hits, "Grace Kelly" en "We Are Golden". De versie met Ariana Grande, geproduceerd door Jason Nevins, is de belangrijkste versie die officieel werd uitgebracht.

## Videoclip
De videoclip werd uitgebracht op 29 april 2013, geregisseerd door Chris Marrs Piliero. Het heeft een soort gotisch thema, dat zich afspeelt op een 'griezelige, donkere, middelbare school'. Mika gebruikt een Sony Xperia Z om een uitnodiging te versturen voor een etentje voor zijn populaire klasgenoten die hem pesten. Mika en Grande keren terug naar Mika's landhuis in zijn pratende auto, een Mini Cooper uit 2013.  De video eindigt dan met Grande die kwaadaardig naar de camera grijnst.

## Commercieel
"Popular Song" debuteerde en piekte sindsdien op nummer 87 in de Amerikaanse Billboard Hot 100, en werd in 2015 door de RIAA goud gecertificeerd voor de verkoop van meer dan 500.000 exemplaren in het land.